# Sankt Stefan ob Stainz
Sankt Stefan ob Stainz là một đô thị thuộc huyện Deutschlandsberg thuộc bang Steiermark, nước Áo. Đô thị Sankt Stefan ob Stainz có diện tích 49,22 km², dân số thời điểm cuối năm 2005 là 3543 người.